# Adelperga (hertiginna)
Adelperga, född cirka 740, död efter 788, var en hertiginna av Benevento som gift med Arechis II av Benevento.  Hon var regent i hertigdömet Benevento mellan 787 och 788, då hennes make avled och hennes son blev hertig då han befann sig utomlands, fram till att sonen, Grimoald III av Benevento, återvände hem. 
Hon var dotter till Desiderius och Ansa. Hon gifte sig 757. 
Hon var liksom sin syster Liutperga i Bayern verksam i motståndet mot Karl den store, sedan han 774 hade erövrat deras föräldrars land Lombardiet. 